# Tanytarsus cordiformis
Tanytarsus cordiformis är en tvåvingeart som beskrevs av Jean-Jacques Kieffer 1925. Tanytarsus cordiformis ingår i släktet Tanytarsus och familjen fjädermyggor.
Artens utbredningsområde är Tyskland. Inga underarter finns listade i Catalogue of Life.